# Alfa Romeo 184T
Az Alfa Romeo 184T egy Formula–1-es versenyautó, amelyet a Benetton Team Alfa Romeo tervezett és versenyeztetett az 1984-es, valamit az 1985-ös Formula–1 világbajnokság során. Pilótapárosa Riccardo Patrese és Eddie Cheever voltak.

## Áttekintés
Az autó egy másfél literes, V8-as Alfa Romeo turbómotort kapott, aminek körülbelül 780 lóerő volt a teljesítménye. Mikor 1983-ban bemutatták, az akkor legerősebb BMW-, Renault-, és Ferrari-motorokkal összehasonlítva is megállta a helyét, és az sem volt szempont, hogy rengeteg üzemanyagot fogyasztott, hiszen versenyek közben lehetett tankolni. Csakhogy az 1984-es idénytől kezdve kötelező előírás lett, hogy egy versenyen maximum 220 liter üzemanyagot lehet felhasználni, ami hátrányosan érintette a csapatot.
1984-ben összesen 11 pontot szerzett az Alfa Romeo. Legjobb eredményüket az olasz nagydíjon érték el, amikor Patrese harmadik lett - ráadásul úgy, hogy a csapattársa, Cheever haladt ebben a pozícióban sokáig, ám a futam végére elfogyott az üzemanyaga. Az üzemanyag-fogyasztás egyébként versenyképtelenné tette őket - takarékoskodni pedig nemigen tudtak a benzinnel, ugyanis a riválisok fejlesztései miatt már nehezebb dolguk volt a pályán, ha nyers erőről volt szó. A futamok kétharmadáról az üzemanyag kifogyása vagy a túlerőltetés miatti meghibásodások miatt kiestek.
A 184T-t be kellett vetniük még 1985-ben is, ugyanis az utódjának szánt 185T modell csapnivaló volt. A módosított kasztnit 184TB néven versenyeztették. Sokkal jobb eredményeket nem értek el vele, mindössze egyszer értek célba. Ez volt az Alfa Romeo csapatkénti utolsó szereplése 2019-ig.

## Eredmények
| Év   | Kasztni          | Motor           | Gumik | Pilóták          | 1   | 2   | 3   | 4   | 5   | 6   | 7   | 8   | 9   | 10  | 11  | 12  | 13  | 14  | 15  | 16  | Pontok | Helyezés |
| ---- | ---------------- | --------------- | ----- | ---------------- | --- | --- | --- | --- | --- | --- | --- | --- | --- | --- | --- | --- | --- | --- | --- | --- | ------ | -------- |
| 1984 | Alfa Romeo 184T  | Alfa Romeo 890T | G     |                  | BRA | RSA | BEL | SMR | FRA | MON | CAN | DET | DAL | GBR | GER | AUT | NED | ITA | EUR | POR | 11     | 8.       |
| 1984 | Alfa Romeo 184T  | Alfa Romeo 890T | G     | Riccardo Patrese | KI  | 4   | KI  | KI  | KI  | KI  | KI  | KI  | KI  | 12  | KI  | 10  | KI  | 3   | 6   | 8   | 11     | 8.       |
| 1984 | Alfa Romeo 184T  | Alfa Romeo 890T | G     | Eddie Cheever    | 4   | KI  | KI  | 7   | KI  | DNQ | 11  | KI  | KI  | KI  | KI  | KI  | 13  | 9   | KI  | 17  | 11     | 8.       |
| 1985 | Alfa Romeo 184TB | Alfa Romeo 890T | G     |                  | BRA | POR | SMR | MON | CAN | DET | FRA | GBR | GER | AUT | NED | ITA | BEL | EUR | RSA | AUS | 0      | -        |
| 1985 | Alfa Romeo 184TB | Alfa Romeo 890T | G     | Riccardo Patrese |     |     |     |     |     |     |     |     | KI  | KI  | KI  | KI  | KI  | 9   | KI  | KI  | 0      | -        |
| 1985 | Alfa Romeo 184TB | Alfa Romeo 890T | G     | Eddie Cheever    |     |     |     |     |     |     |     | KI  | KI  | KI  | KI  | KI  | KI  | 11  | KI  | KI  | 0      | -        |